# Курт (приток Сима)
Курт — река в России, протекает по Архангельскому району Башкортостан. Левый приток реки Сим.

## География
Река Курт берёт начало западнее деревни Михайловка. Течёт на запад мимо населённых пунктов Тукмаклы, Сагитово, Шакировка, Успенка, Троицкое. Устье реки находится в 28 км по левому берегу реки Сим. Длина реки составляет 36 км, площадь водосборного бассейна — 292 км². Высота устья — 94,8 м над уровнем моря.
Основные притоки: Асакты (левый) и Саргай (правый).
Система водного объекта: Сим → Белая → Кама → Волга → Каспийское море.

## Данные водного реестра
По данным государственного водного реестра России относится к Камскому бассейновому округу, водохозяйственный участок реки — Сим от истока и до устья, речной подбассейн реки — Белая. Речной бассейн реки — Кама.
Код объекта в государственном водном реестре — 10010200612111100019447.